# Сотсков, Геннадий Алексеевич
Геннадий Алексеевич Соцков (8 марта 1925 года, Москва, РСФСР, СССР — 25 марта 2011 года) — советский и российский художник-график, народный художник Российской Федерации (2009).

## Биография
Родился 8 марта 1925 года в Москве.
В 1952 году — окончил Московское художественное училище памяти 1905 года, а в 1958 году — Московский полиграфический институт.
Участник и ветеран Великой Отечественной войны.
В 1971 году — был принят в члены Союза журналистов СССР; в 1975 году — в члены Московского союза художников, где долгое время являлся председателем секции художников-маринистов.
По его инициативе и непосредственном участии были созданы и открыты пять картинных галерей в городах России: Елабуге, Гороховце, Зее, Плесе и в Бухте Провидения на Чукотке.
В 1983 году — был избран действительным членом Русского географического общества РАН.
Геннадий Алексеевич Соцков умер 25 марта 2011 года.

## Творческая деятельность
Художник-маринист.
Много путешествовал, побывал на БАМе, Камчатке, Курильских и Командорских островах, подолгу жил и работал на Енисее, Лене, Каме и Волге, в 1982 году прошел Северным морским путем на ледоколе «Капитан Хлебников» и везде вел общественную работу в воинских частях.
Работал в различных издательствах Москвы, в его оформлении вышло более ста книг, он участвовал в московских, республиканских, союзных и международных выставках, в дальнейшем в Москве и по стране прошло более 20 его персональных выставок.
Издательство «Изобразительное искусство» выпустило комплекты открыток «По Волге-реке» и репродукций с картин художника на военно-морскую тему, а издательство «Планета» выпустило красочный тематический альбом «Военно-Морской флот СССР».
В 2009 году в свет вышел художественный альбом «Наша Волга» с его иллюстрациями.

## Награды
- Народный художник Российской Федерации (2009)
- Заслуженный художник Российской Федерации (1993)
- Медаль «За творческую шефскую работу в пограничных войсках»
- Знак «Отличник ВМФ», «Гвардия» и «За дальний поход» в составе группы военных кораблей